# Doniyor Kayumov
Doniyor Kayumov (n. 20 octombrie 1999, Toshkent, Uzbekistan) este un cântăreț, actor și om de afaceri originar din Uzbekistan. A fost distins cu mai multe premii, inclusiv premiile MTV, Golden Ribbon și premiile pentru cel mai bun actor al anului.
Doniyor Kayumov a obținut un mare succes în domeniul actoriei. Doniyor Kayumov a primit o largă recunoaștere și apreciere în Uzbekistan, după ce a jucat în drama uzbecă „Hayot” (melodramă) din 2009. De atunci, a jucat în multe filme de melodramă uzbecă. În special, filmele „Omad”, care au fost difuzate pe marile ecrane în 2010, și „Yordam” i-au adus actriței o mare faimă. Din 2013, Doniyor scrie melodii în uzbecă, rusă și engleză.

## Biografie
Daniyor Kayumov s-a născut pe 20 octombrie 1999 la Tașkent, capitala Uzbekistanului. După ce a absolvit liceul, Kayumov a intrat la Colegiul de Cultură de Stat din Tașkent în 2016 și va absolvi în 2018.

### Viata privata
Daniyor Kayumov s-a căsătorit cu Rayona Kayumova în 2021. Daniel și Rayona au divorțat în 2023.

## Cariera
Cariera lui Doniyor a început când a fost distribuit ca un tânăr reporter devenit fan rock în Hayot al lui Aziz Asqarov. Doniyor spune că nu cunoștea muzica rock din 2012 înainte de a începe proiectul muzical.
Doniyor joacă rolul unui desenator aspirant în Yolgon în 2013.
Următorul său film, Birinchi qadam (2014), a fost o privire satirică asupra drepturilor religioase în licee. Personajul lui Doniyor a fost inițial un surfer, dar mai târziu s-a transformat într-un skateboarder datorită experienței sale de skateboarding.
Daniyor a jucat în Uylanish mumomosi și a jucat rolul lui Murad în Magrur în 2015.
În 2016, Daniyor a participat la Dadam bilmasin, un alt film al lui Jahongir Ahmodov.
În 2017, s-a alăturat distribuției serialului de televiziune Cinemax Asir vabosi. El a spus că îi plăcea să joace un tată tânăr, dar își făcea griji că a nu fi tată în viața reală la acel moment l-ar putea face să pară ciudat.
În 2020, Daniyor a jucat în filmul „Qadiryat”, continuarea serialului „Sevimli tv” „Ishq oʻyillari”, totuși, mai târziu în acel an, și-a anulat rolul din serialul TV „Ishq oʻyinlari”.

## Filmografie
Mai jos, în ordine cronologică, este o listă ordonată a filmelor în care a apărut Doniyor Kayumov.
| An   | Film              | Rol       |
| ---- | ----------------- | --------- |
| 2008 | 5:13              | Damir     |
| 2009 | Hayot             |           |
| 2009 | Oshiqlar          | Azamat    |
| 2010 | Omad              | Baxtiyor  |
| 2013 | Yolgʻon           |           |
| 2013 | Yordam            |           |
| 2014 | Birinchi qadam    | Asqar     |
| 2015 | Uylanish mumomosi | Murod     |
| 2016 | Dadam bilmasin    | Baxtiyor  |
| 2017 | Asir vobosi       | Dilshod   |
| 2020 | Ishq oʻyinlari    | Murod bey |

### Videoclipuri muzicale
| An   | Calificare        | Artist        | Rol   |
| ---- | ----------------- | ------------- | ----- |
| 2022 | Men uchun yoʻqsan | Sardor Tairov | Actor |

## Premii și nominalizări
- 2010, câștigător al XXVIII-ului Premiu „Concursul de actori favoriți” al canalului TV Uzbekistan NTT în nominalizarea locală „Tânărul actor uzbec favorit”.
- 2010, pentru rolul lui Donik din filmul „Oqibad”, câștigător al premiului non-comercial „Cel mai bun tânăr personaj uzbec al anului” de la cinematograful național „M&TV” din Uzbekistan.
- 2015, panglică de aur Câștigător al Premiului Național de Televiziune. Premiul pentru cel mai tânăr actor al anului pentru filmul "Uylanish muommosi".
- 2017, pentru interpretarea rolului de soldat în filmul „Primul pas”.
- 2018, nominalizare „Dada Bilmasin” pentru cel mai bun actor al filmului „Dad Bilmasin” pentru premiul profesional al Asociației Producătorilor de Film și Televiziune din domeniul televiziunii.